# Julien Van Campenhout
Felix Julien Antoine (Julien) Van Campenhout (Anderlecht, 20 februari 1898 - Ukkel, 26 augustus 1933) was een Belgische atleet, die gespecialiseerd was in de lange afstand en het veldlopen. Hij nam eenmaal deel aan de Olympische Spelen, en veroverde op drie onderdelen vijf Belgische titels.

## Biografie
Van Campenhout verbeterde in 1916 met een tijd van 15.35,0 het Belgisch record op de 5000 m van Maurice De Booser. Een jaar later verbeterde hij met een tijd van 5.53,0 ook het record op de 2000 m van Fernand Kestemont. 
In 1919 veroverde hij zijn eerste Belgische titels, op het veldlopen en de 5000 m. Het jaar nadien veroverde hij de titels op de 5000 m en de 10.000 m en verbeterde hij op laatstgenoemd onderdeel met een tijd van 33.21,2 ook het Belgisch record van Pierre Devaux. In 1924 veroverde hij een tweede titel in het veldlopen.
Van Campenhout nam deel aan de Olympische Spelen van 1920 in Antwerpen. Hij kon zich met een Belgisch record van 15.22,6 plaatsen voor de finale van de 5000 m, waarin hij negende werd. Hij werd individueel zevende op de 8 km veldlopen en zesde in het landenklassement. Op de 3000 m in teamverband werd hij uitgeschakeld in de halve finales.

### Clubs
Van Campenhout was aangesloten bij Daring Club Brussel.

## Belgische kampioenschappen
| Onderdeel | Jaar       |
| --------- | ---------- |
| 5000 m    | 1919, 1920 |
| 10.000 m  | 1920       |
| veldlopen | 1919, 1924 |

## Persoonlijke records
| Onderdeel | Prestatie       | Datum             | Plaats    |
| --------- | --------------- | ----------------- | --------- |
| 2000 m    | 5.53,0 (ex-NR)  | 16 september 1917 | Ukkel     |
| 3000 m    | 9.02,4 (ex-NR)  |                   |           |
| 5000 m    | 15.22,6 (ex-NR) | 16 augustus 1920  | Antwerpen |
| 10.000 m  | 33.21,2         | 5 september 1920  | Vorst     |

## Palmares

### 5000 m
- 1919:  BK AC – 15.52,4
- 1920:  BK AC – 15.32,2
- 1920: 9e OS in Antwerpen (in reeksen 15.22,6)
- 1921:  BK AC

### 10.000 m
- 1920:  BK AC – 33.21,2 (NR)

### 3000 m team
- 1920: 4e ½ fin. – (individueel  7e -9.02,2)

### veldlopen
- 1919:  BK AC
- 1920:  BK AC
- 1920: 7e OS in Antwerpen
- 1920: 6e landenklassement OS in Antwerpen
- 1924:  BK AC
- 1924: DNS OS in Parijs